# Euphorbia albipollinifera
Euphorbia albipollinifera es una especie de fanerógama perteneciente a la familia Euphorbiaceae.

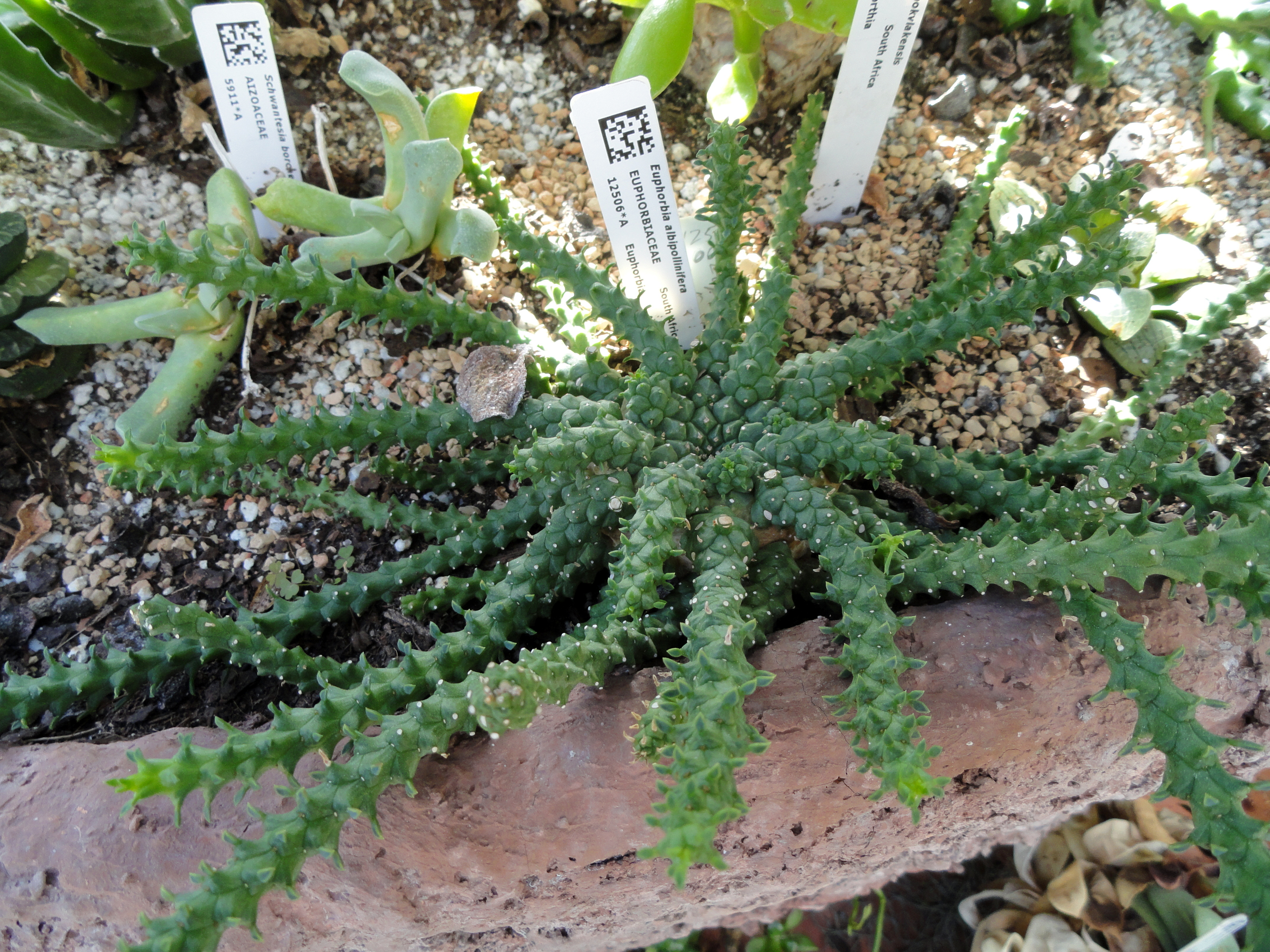
Vista de la planta

## Distribución
Es endémica de Sudáfrica.

## Descripción
Es una planta suculenta propia de áreas secas, siendo la especie con forma de medusa menos conocida de este género. Su tallo principal es una esfera aplanada de 22 a 30 mm de diámetro, que está parcialmente oculto en el suelo y equipado con numerosos almohadillas planas hexagonales. Las pocas ramas se distribuyen en torno a un pico y tienen hasta 7,5 cm de largo y puede alcanzar un diámetro de un centímetro. Están agrandados en la base y dispuestas en una espiral verrugosa. Sus hojas son rudimentarias y efímeras.
Los ciatios miden hasta 20 mm de largo. Los tallos son leñosos, pero no espinosos. El involucro tienen forma de campana, y mide hasta 7,5 mm de diámetro y es de color verde con rayas rojas. El nectario es casi circular y cóncavo profundamente, es de color marrón y verde con la edad.
En una condición estéril, el tipo Euphorbia gorgonis es similar, pero los ciatios son sésiles.

## Taxonomía
Euphorbia albipollinifera fue descrito por Leslie Charles Leach y publicado en South African Journal of Botany 51: 281. 1985.
Etimología
Euphorbia: nombre genérico que deriva del médico griego del rey Juba II de Mauritania (52 a 50 a. C. - 23), Euphorbus, en su honor – o en alusión a su gran vientre – ya que usaba médicamente Euphorbia resinifera. En 1753 Carlos Linneo asignó el nombre a todo el género.
albipollinifera: epíteto latino que significa "con polen blanco".